# 스포츠 중계석 (1993년)
스포츠 중계석은 KBS 2TV에서 방송된 스포츠 전문 텔레비전 프로그램이며 1993년 5월 3일부터 10월 15일(1차)까지 방영됐고 다음 해 2월 21일 부분개편에 맞춰 기존 스포츠뉴스가 해당 프로그램으로 제목을 바꿔 재개되어 5월 9일(2차)까지 방송됐으며 다음 해 5월 1일 재개됐다.

## 기획 의도
한 주간의 주요 스포츠 경기 주요장면을 정리하는 텔레비전 프로그램이다.

## 방송 시간
| 방송 채널 | 방송 기간                           | 방송 시간 | 방송 분량 |
| --------- | ----------------------------------- | --- | --------- |
| KBS 1TV   | 1994년 6월 13일 ~ 1994년 6월 16일   | 매주 월요일 ~ 목요일 오후 9:55 ~ 10:15                                                                        | 20분      |
| KBS 1TV   | 1994년 6월 20일 ~ 1994년 10월 6일   | 매주 월요일 ~ 목요일 오후 10:00 ~ 10:15                                                                       | 15분      |
| KBS 2TV   | 1993년 5월 3일 ~ 1993년 10월 15일   | 매주 평일 오후 10:45 ~ 11:05                                                                                  | 20분      |
| KBS 2TV   | 1994년 2월 21일 ~ 1994년 5월 9일    | 매주 평일 오후 10:50 ~ 11:00                                                                                  | 10분      |
| KBS 2TV   | 1997년 3월 24일 ~ 2001년 7월 27일   | 매주 평일 오후 10:50 ~ 11:00                                                                                  | 10분      |
| KBS 2TV   | 2001년 8월 6일 ~ 2001년 8월 10일    | 매주 평일 오후 10:50 ~ 11:00                                                                                  | 10분      |
| KBS 2TV   | 1994년 6월 17일 ~ 1994년 10월 7일   | 매주 금요일 오후 10:50 ~ 11:00                                                                                | 10분      |
| KBS 2TV   | 1995년 5월 1일 ~ 1995년 5월 5일     | 매주 월요일 ~ 목요일 오후 10:45 ~ 10:55                                                                       |           |
| KBS 2TV   | 1995년 5월 1일 ~ 1995년 5월 5일     | 매주 금요일 오후 11:20 ~ 11:35                                                                                | 15분      |
| KBS 2TV   | 1995년 5월 8일 ~ 1995년 5월 19일    | 매주 월요일 ~ 목요일 오후 10:45 ~ 11:00                                                                       | 15분      |
| KBS 2TV   | 1995년 5월 8일 ~ 1995년 5월 19일    | 매주 금요일 오후 11:20 ~ 11:30                                                                                | 10분      |
| KBS 2TV   | 1995년 5월 22일 ~ 1995년 8월 18일   | 매주 월요일 ~ 목요일 오후 10:45 ~ 11:00                                                                       | 15분      |
| KBS 2TV   | 1995년 5월 22일 ~ 1995년 8월 18일   | 매주 금요일 오후 11:20 ~ 11:50                                                                                | 30분      |
| KBS 2TV   | 1995년 8월 21일 ~ 1994년 8월 26일   | 매주 월요일 ~ 목요일 오후 10:45 ~ 11:00                                                                       | 10분      |
| KBS 2TV   | 1995년 8월 21일 ~ 1994년 8월 26일   | 매주 토요일 오전 12:05 ~ 12:30                                                                                | 25분      |
| KBS 2TV   | 1995년 8월 28일 ~ 1995년 9월 7일    | 매주 월요일 ~ 목요일 오후 10:45 ~ 11:00 매주 금요일 오후 12:00 ~ 12:15                                        | 15분      |
| KBS 2TV   | 1995년 9월 11일 ~ 1995년 11월 3일   | 매주 월요일 ~ 목요일 밤 10:45 ~ 11:00 매주 금요일 오후 11:20 ~ 11:35                                          | 15분      |
| KBS 2TV   | 1995년 11월 6일 ~ 1995년 11월 21일  | 매주 월요일 ~ 화요일 오후 10:45 ~ 11:00                                                                       | 15분      |
| KBS 2TV   | 1995년 11월 6일 ~ 1995년 11월 21일  | 매주 수요일 ~ 목요일 오후 10:50 ~ 11:00                                                                       | 10분      |
| KBS 2TV   | 1995년 11월 6일 ~ 1995년 11월 21일  | 매주 금요일 오후 11:20 ~ 11:35                                                                                | 15분      |
| KBS 2TV   | 1995년 11월 27일 ~ 1995년 12월 22일 | 매주 월요일 ~ 목요일 오후 10:50 ~ 11:00                                                                       | 10분      |
| KBS 2TV   | 1995년 11월 27일 ~ 1995년 12월 22일 | 매주 금요일 오후 11:20 ~ 11:35                                                                                | 15분      |
| KBS 2TV   | 1995년 12월 25일 ~ 1996년 5월 9일   | 매주 월요일 ~ 목요일 오후 10:50 ~ 11:00                                                                       | 10분      |
| KBS 2TV   | 1996년 5월 13일 ~ 1996년 10월 11일  | 매주 월요일 ~ 목요일 오후 10:45 ~ 11:00 매주 금요일 오후 10:35 ~ 10:50                                        | 15분      |
| KBS 2TV   | 1996년 10월 14일 ~ 1997년 2월 27일  | 매주 월요일 ~ 목요일 오후 10:45 ~ 11:00                                                                       | 15분      |
| KBS 2TV   | 1997년 3월 3일 ~ 1997년 3월 21일    | 매주 월요일 ~ 목요일 오후 10:45 ~ 11:00                                                                       | 15분      |
| KBS 2TV   | 1997년 3월 3일 ~ 1997년 3월 21일    | 매주 금요일 오후 10:50 ~ 11:00                                                                                | 10분      |
| KBS 2TV   | 2001년 7월 30일 ~ 2001년 8월 3일    | 매주 월요일 ~ 목요일 오후 10:50 ~ 11:00 매주 금요일 오후 10:55 ~ 11:05                                        | 10분      |
| KBS 2TV   | 2001년 8월 13일 ~ 2001년 8월 31일   | 매주 월요일 ~ 목요일 오후 10:50 ~ 11:00 매주 금요일 오후 11:00 ~ 11:10                                        | 10분      |
| KBS 2TV   | 2001년 9월 10일 ~ 2001년 11월 2일   | 매주 월요일 ~ 목요일 오후 10:50 ~ 11:00 매주 금요일 오후 11:00 ~ 11:10                                        | 10분      |
| KBS 2TV   | 2001년 9월 3일 ~ 2001년 9월 7일     | 매주 월요일 밤 11:00 ~ 11:10 매주 화요일 ~ 목요일 오후 10:50 ~ 11:00 매주 금요일 오후 11:00 ~ 11:10           | 10분      |
| KBS 2TV   | 2001년 11월 5일 ~ 2001년 11월 30일  | 매주 화요일 ~ 목요일, 금요일 오전 12:00 ~ 12:10 매주 화요일 오후 11:50 ~ 12:00 매주 토요일 오전 12:10 ~ 12:20 | 10분      |
| KBS 2TV   | 2001년 12월 3일 ~ 2002년 1월 4일    | 매주 평일 오후 11:50 ~ 오전 12:00                                                                             | 10분      |
| KBS 2TV   | 2002년 1월 7일 ~ 2002년 1월 12일    | 매주 월요일 ~ 목요일 오후 11:50 ~ 화요일 ~ 금요일 오전12:00 매주 토요일 오전 12:00 ~ 12:10                    | 10분      |
| KBS 2TV   | 2002년 1월 15일 ~ 2002년 1월 26일   | 매주 화요일 ~ 토요일 오전 12:10 ~ 12:25                                                                       | 15분      |
| KBS 2TV   | 2002년 1월 29일 ~ 2002년 3월 30일   | 매주 화요일 ~ 금요일 오전 12:10 ~ 12:20                                                                       | 10분      |
| KBS 2TV   | 2002년 1월 29일 ~ 2002년 3월 30일   | 매주 토요일 오전 12:10 ~ 12:25                                                                                | 15분      |
| KBS 2TV   | 2002년 4월 2일 ~ 2002년 10월 26일   | 매주 화요일 ~ 토요일 오전 12:10 ~ 12:20                                                                       | 10분      |
| KBS 2TV   | 2002년 10월 29일 ~ 2003년 6월 20일  | 매주 화요일 ~ 금요일 오전 12:40 ~ 12:50                                                                       | 10분      |
| KBS 2TV   | 2003년 11월 4일 ~ 2004년 1월 16일   | 매주 화요일 ~ 금요일 오전 12:40 ~ 12:50                                                                       | 10분      |
| KBS 2TV   | 2004년 1월 27일 ~ 2004년 4월 2일    | 매주 화요일 ~ 금요일 오전 12:40 ~ 12:50                                                                       | 10분      |
| KBS 2TV   | 2003년 6월 24일 ~ 2003년 11월 1일   | 매주 화요일 ~ 금요일 밤 12:40 ~ 12:55                                                                         | 15분      |
| KBS 2TV   | 2003년 6월 24일 ~ 2003년 11월 1일   | 매주 토요일 새벽 1:15 ~ 1:30                                                                                  | 15분      |
| KBS 2TV   | 2004년 1월 20일 ~ 2004년 1월 21일   | 매주 화요일 오전 1:00 ~ 1:10 매주 수요일 오전 12:55 ~ 1:05                                                    | 10분      |
| KBS 2TV   | 2004년 4월 6일 ~ 2004년 10월 29일   | 매주 화요일 ~ 금요일 오전 12:45 ~ 12:55                                                                       | 10분      |

## 역대 앵커 및 진행자
- 김병찬 前 아나운서[2]
- 조건진 前 아나운서[3]
- 표영준 前 아나운서
- 최승돈 수신료국 국장[4]
- 김현태 아나운서실 팀장
- 이형걸 아나운서[5]
- 신영일 前 아나운서
- 이재후 아나운서
- 배재성 前 기자
- 이광용 前 아나운서

## 역대 패널
- 야구 : (故) 하일성 (前 KBS 야구해설위원)